# Ernesto Neto
Ernesto Saboia de Albuquerque Neto (né à Rio de Janeiro, Brésil, en 1964) est un artiste contemporain travaillant les matières plastiques.
Les visiteurs peuvent toucher ses expositions, s'appuyer dessus, et même parfois marcher dessus ou les traverser. Elles sont parfois remplies de pastilles de polystyrène ou d'épices odorantes. Dans certaines installations, il a également utilisé ce matériau pour créer des paravents  translucides qui transforment les murs et le sol de l'espace d'exposition. Ses sculptures peuvent être considérées comme une expression de l'art abstrait traditionnel, bien que leur interaction avec le visiteur leur confère un autre niveau d'interprétation.
Il réside à l’Atelier Calder à Saché de juillet à décembre 2007,,

## Écoles
- 1994-1997 Escola de Artes Visuais Pargua Lage, Rio de Janeiro
- 1994-1996 Musée d'art moderne, Rio de Janeiro

L'une de ses installations les plus admirées est celle du Panthéon de Paris appelée Léviathan Thot
Neto est décoré de l'Ordre des Arts et des Lettres

## Expositions en France
Du 15 septembre au 23 décembre 2006, Ernesto Neto et la galerie qui le représente organisent une exposition monumentale au Panthéon à Paris. Appelée "Leviathan Thot", l'exposition se déroule dans le cadre du Festival d'Automne[source secondaire souhaitée]. 

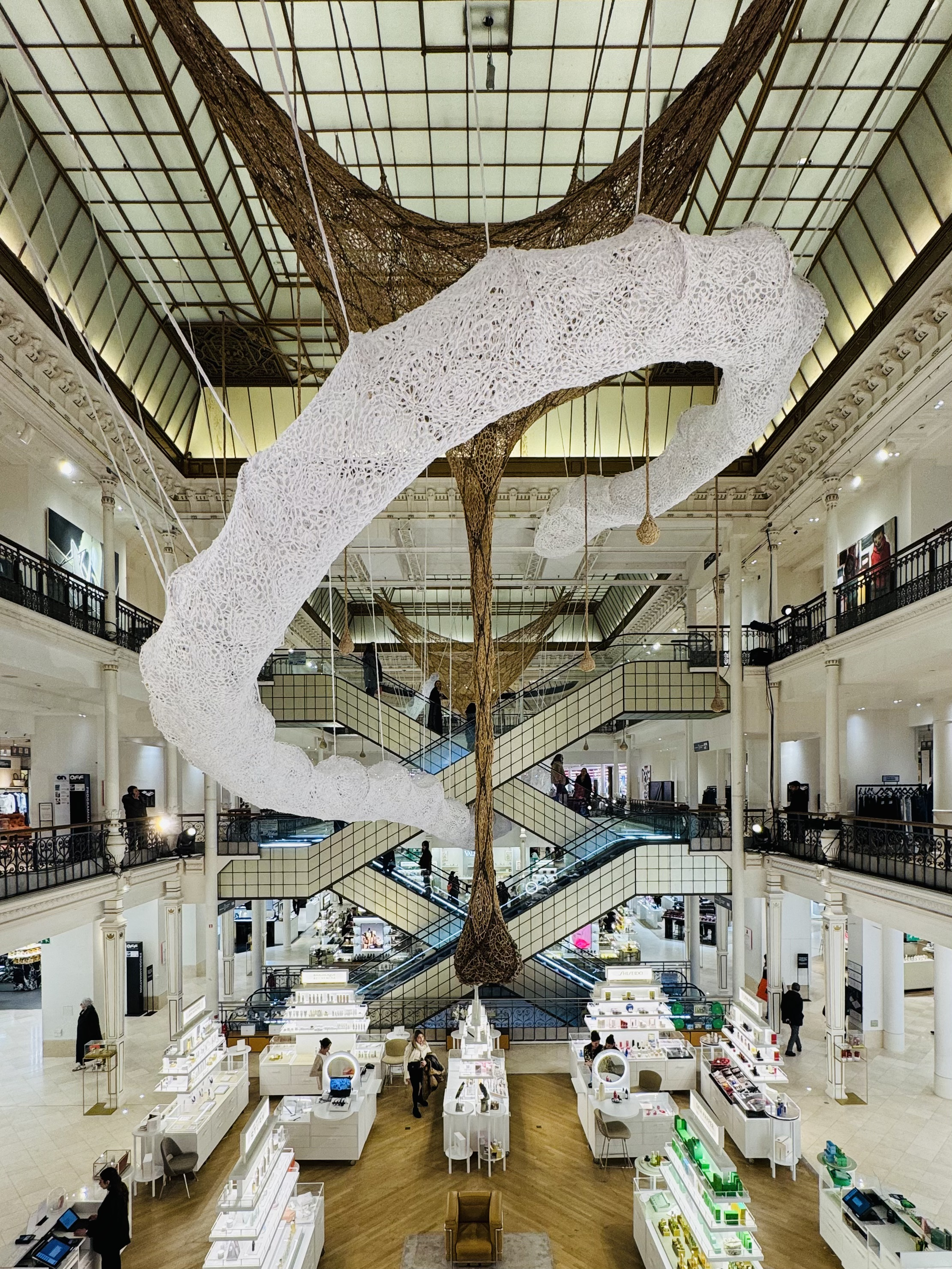
Adam et Eve, réalisés en crochet chargé de feuilles et d'argile, situés dans chacun des deux atriums du magasin, sont enlacés par Le La Serpent.

Du 11 janvier au 23 février 2025, Ernesto Neto présente au Bon Marché Rive Gauche "Le La Serpent" réalisée dans ses ateliers de Rio de Janeiro. L'artiste propose de revisiter le mythe de la création d'Adam et Ève. 

## Films
- Ernesto Neto au Panthéon, film de Gilles Coudert (10 min / 2006 / a.p.r.e.s production) Ce documentaire présente l’installation de l’artiste brésilien Ernesto Neto réalisée au Panthéon dans le cadre du 35e Festival d’Automne à Paris. Suspendue à la coupole de l’édifice, sa sculpture aux formes organiques évoque une étrange créature. Ernesto Neto a baptisé ce monstre « Leviathan Thot ».